# 陳義 (動物學家)
陈义（1900年5月13日—1974年8月23日）号宜丞，浙江新登（今杭州市富阳区）人，中华人民共和国动物学家，南京大学教授。

## 生平
陈义出生于新登县湘主乡（今富阳区新登镇湘主村），其父亲为当地的塾师，幼时随父读书，14岁进入当地的福光寺小学学习，1920年考入浙江省立第一师范学校。1923—1926年在厦门大学生物系学习，师从著名动物学家秉志先生。厦大毕业后曾任国立中央大学助教。1932年获美国洛克菲勒基金会资助赴宾夕法尼亚大学动物学系学习，1935年3月获得哲学博士。回国后，担任中央大学理学院教授。1950-1974年任南京大学生物系教授兼普通动物学教研组主任等职务。1974年8月23日于南京逝世，次年春骨灰葬于家乡湘主村马鞍山脚下。

## 学术贡献
陈义长期致力于环节动物形态和分类的研究，对中国环节动物，特别是对寡毛类研究工作的倡导和发展做出了重要贡献。